# Église Saint-André de Chelles
L’église Saint-André est  située à Chelles dans le département français de Seine-et-Marne, en région Île-de-France.

## Historique
Cette église est mentionnée au XIIe siècle, bien que certains éléments soient probablement plus anciens.

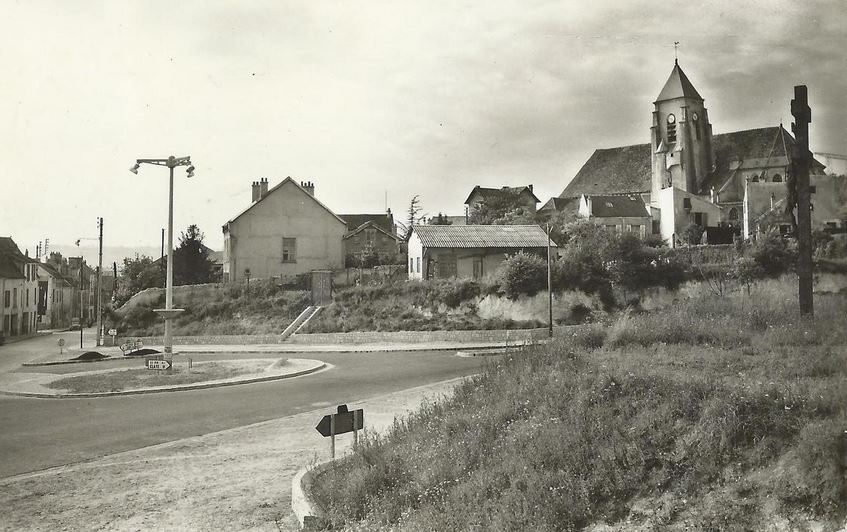
L'église au XXe siècle.

La chapelle absidiale Saint-Roch, au sud du chœur, est du XIIe siècle. Le chœur, la chapelle de la Sainte Vierge et l'abside seraient du XVe siècle. La nef, plus récente, a dû être reconstruite en 1778.
À la Révolution, l'abbaye de Chelles sera détruite et les reliques de sainte Bathilde qui y étaient conservées furent sauvées par les habitants de Chelles et mises à l'abri dans l'église Saint-André où sa châsse se trouve toujours.

## Architecture
C'est un bâtiment de construction simple, avec un chevet et un clocher de section carrée.
Le maître-autel est utilisé pour conserver les saintes espèces en son tabernacle
À côté de l'édifice se trouve le cimetière ancien de Chelles .

## Galerie

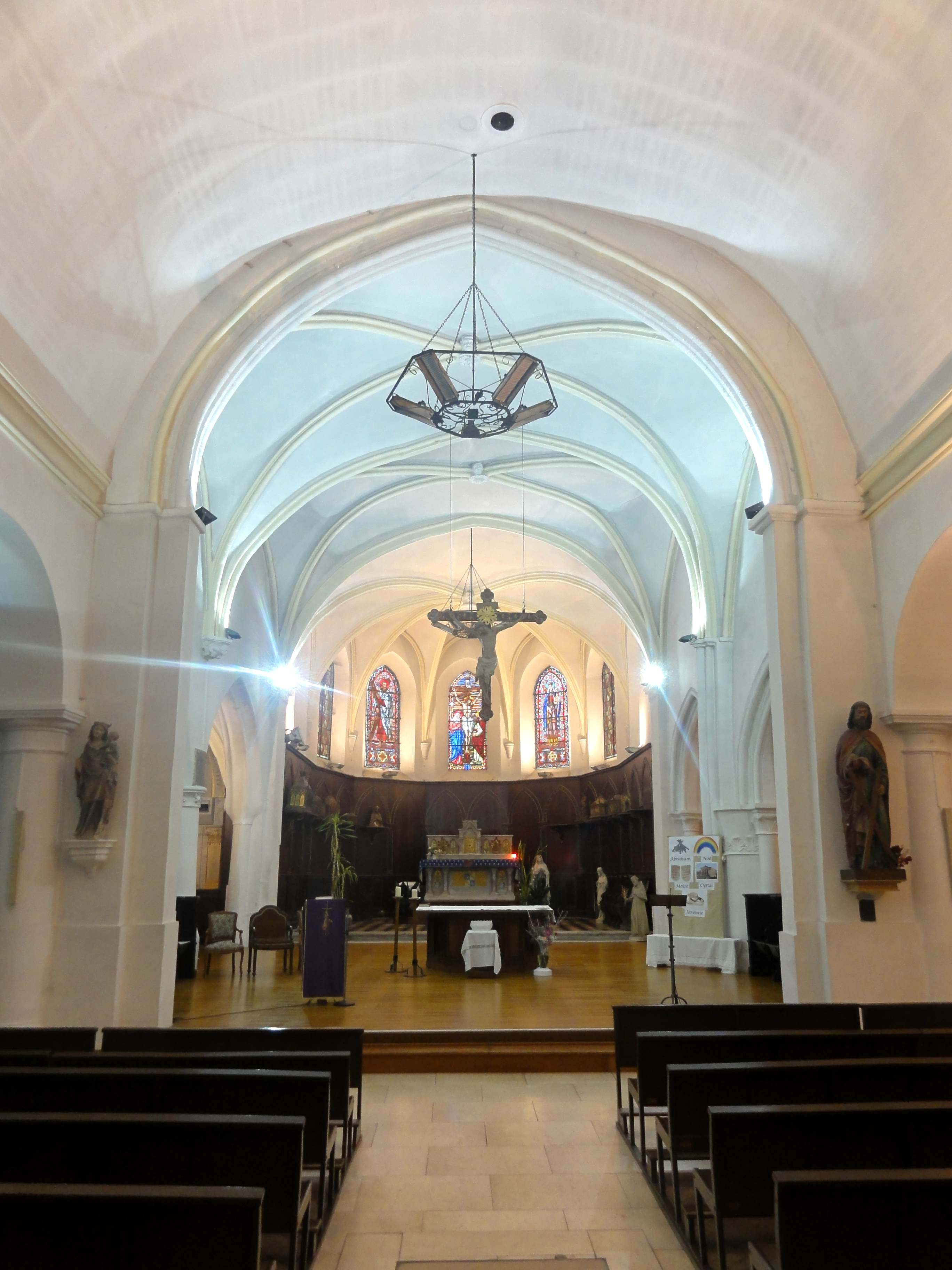
La nef et le chœur.
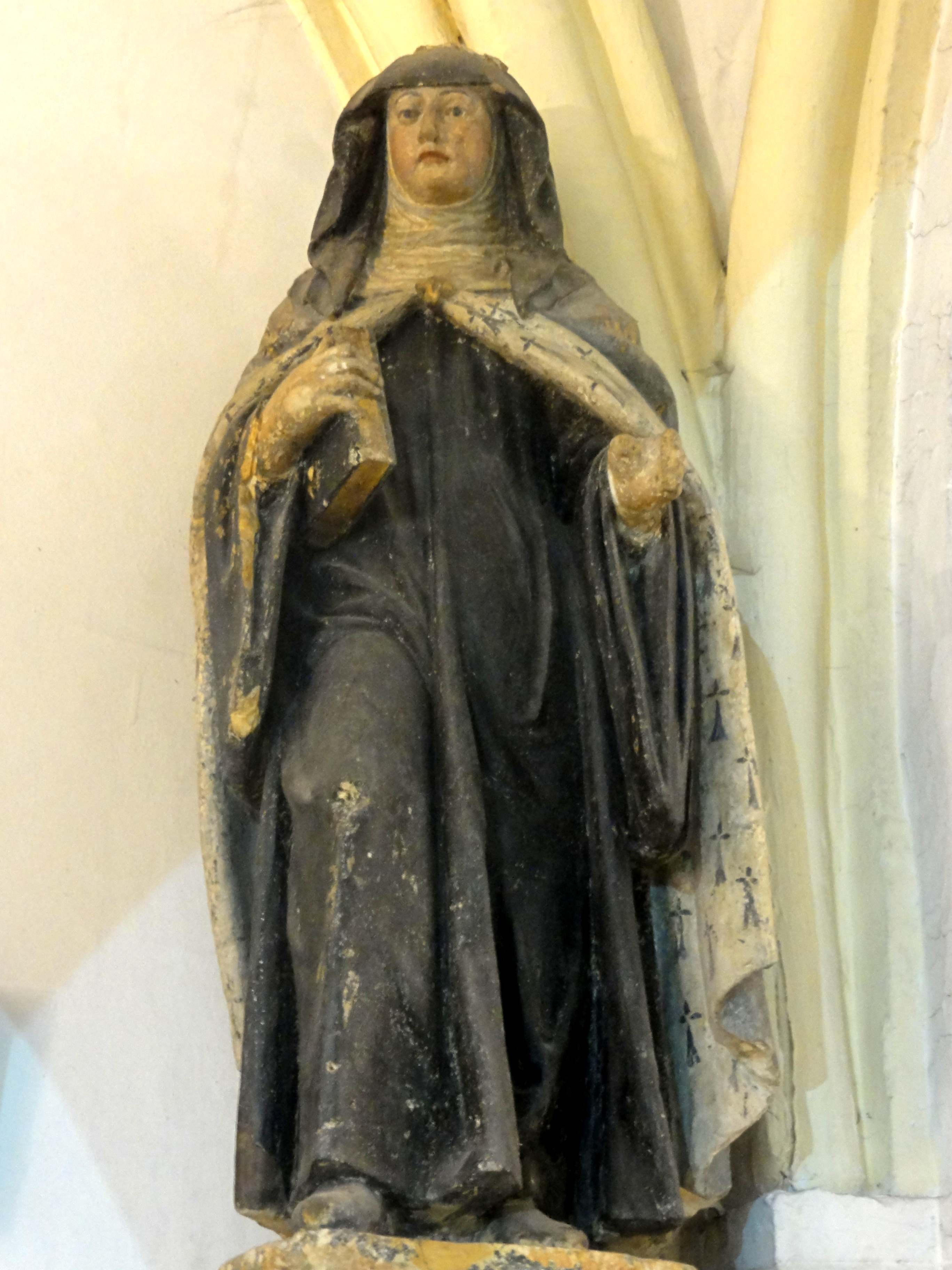
Statue de sainte Bathilde.
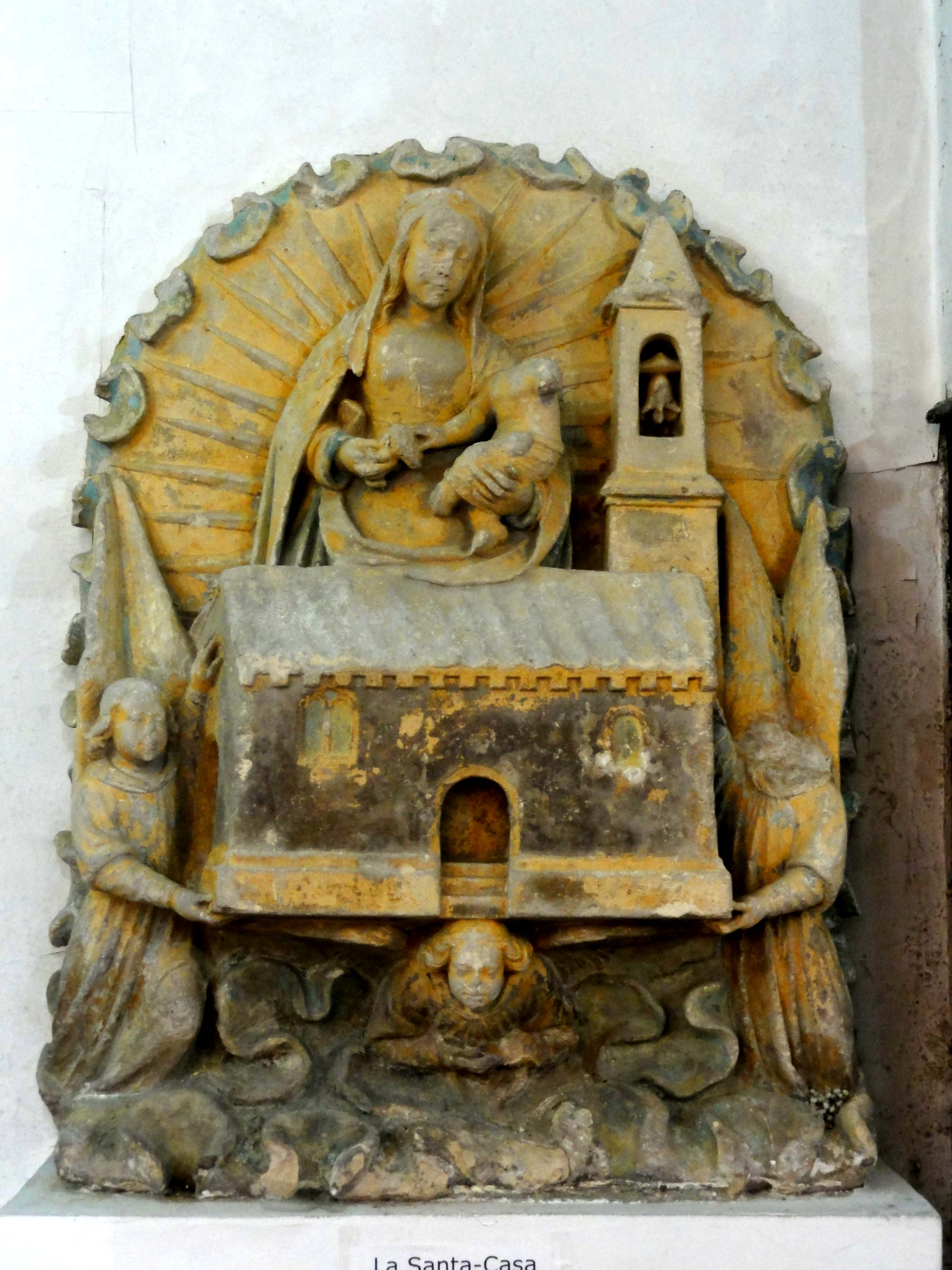
Bas-relief la Santa-Casa ou Notre-Dame-de-Lorette.